# Melanomys caliginosus
Melanomys caliginosus is een zoogdier uit de familie van de Cricetidae. De soort komt voor in Midden-Amerika en het noordwesten van Zuid-Amerika.

## Naamgeving
De wetenschappelijke naam van de soort werd voor het eerst geldig gepubliceerd door Tomes in 1860.

## Verspreiding
Melanomys caliginosus bewoont bosranden, open gebieden in het bos en overgroeide landbouwvelden van zeeniveau tot in het middelgebergte. In de meeste gebieden komt de soort tot op 700 meter hoogte voor, maar in bepaalde gebieden tot een hoogte van 1.400 meter. Melanomys caliginosus ontbreekt in droogbosgebieden. Het verspreidingsgebied loopt van Honduras tot aan Ecuador.

## Kenmerken
Melanomys caliginosus is ongeveer 12 cm lang en circa 50 gram zwaar. Het dier heeft een korte glanzende vacht die bijna zwart is op de bovenzijde van de kop en roestbruin van kleur is in de flanken. De voeten en de staart zijn geheel zwart.

## Leefwijze
Dit knaagdier voedt zich met name met insecten. Daarnaast worden ook zaden en fruit gegeten. Melanomys caliginosus is met name actief tijdens de late middag. Het is een solitair dier dat op de bosbodem leeft.  De soort behoort tot de algemeenste knaagdieren in Midden-Amerika en wordt als schadelijk beschouwd voor gewassen als rijst, maïs en suikerriet.